# Sonet 152 (William Szekspir)

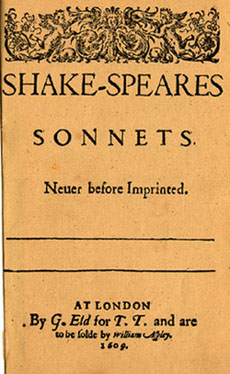
Strona tytułowa pierwszego wydania sonetów Shakespeare’a

Sonet 152 (Jest miłość moja wiarołomna może) – jeden z cyklu sonetów autorstwa Williama Shakespeare’a. Po raz pierwszy został opublikowany w 1609 roku. Jest ostatnim z serii utworów skierowanych do Czarnej Damy.

## Treść
W sonecie tym podmiot liryczny nie ukrywa swojego zdenerwowania postawą kobiety, która go okłamuje. Oznajmia, że sam także nie pozostawał wobec niej szczery, liczył jednak na jej uczciwość. Zawiódł się na jej postawie, liczył, że ta będzie dla niego wyjątkową osobą.
W zakończeniu tego utworu daje do zrozumienia, iż nie uważa, że ta jest piękna, wbrew temu, co wcześniej zaświadczał:

Przysięgałem, żeś jest piękna. To ogromne,

Przeciwko prawdzie, kłamstwo wiarołomne!